# Ольшанський Микола Михайлович
Микола Михайлович Ольшанський (нар. 19 квітня 1939, селище Драбів, тепер Драбівського району Черкаської області) — радянський і російський державний діяч, міністр СРСР, підприємець-мільйонер, член Ради Федерації Росії від Воронезької обласної думи (2011—2013). Депутат Державної Думи Росії III—V скликань від партії «Єдина Росія». Депутат Верховної Ради СРСР 11-го скликання (у 1987—1989).

## Біографія
Народився у родині службовця. У 1955 році закінчив середню школу і поступив на хіміко-технологічний факультет Львівського політехнічного інституту, який закінчив у 1960 році, здобувши фах інженера-механіка хімічних виробництв.
У 1960—1973 роках працював на Сумському регенераторному заводі: інженер, старший майстер, головний механік, головний інженер, директор (з 1967).
Член КПРС з 1965 року.
У 1973—1978 роках — 2-й секретар Сумського міського комітету КПУ. У 1979 році закінчив Академію суспільних наук при ЦК КПРС у Москві.
У 1978—1982 роках — секретар Сумського обласного комітету КПУ. У 1980—1981 роках — працював радянським радником в Афганістані.
У 1982 — 10 січня 1984 року — 2-й секретар Сумського обласного комітету КПУ.
У 1983—1986 роках — заступник завідувача відділу хімічної промисловості ЦК КПРС.
У вересні 1986 — червні 1989 р. — міністр з виробництва мінеральних добрив СРСР.
У 1989—1992 роках — голова правління Всесоюзної Державної агрохімічної асоціації «Агрохім».
З 1992 року — президент Російської агропромислової компанії «Росагрохім». З 1997 року — президент Союзу російських виробників мінеральних добрив. З 1998 року — голова ради директорів ВАТ «Міндобрива».
У грудні 1999 року обраний в Державну Думу від Павлівського одномандатного округу і залишався депутатом впродовж трьох скликань підряд. З 2011 року до 1 березня 2013 року — член Ради Федерації Росії від Воронезької області, висунений регіональною політрадою партії «Єдина Росія». У березні 2013 Рада Федерації достроково припинила повноваження сенатора Миколи Ольшанского.

## Нагороди і премії
- російський орден «За заслуги перед Вітчизною» IV ст.
- два ордени Трудового Червоного Прапора
- орден «Знак Пошани»
- орден Дружби народів
- медалі
- Почесний хімік Російської Федерації
- Почесний громадянин міста Розсош (Воронезька область)
- Лауреат національної премії бізнес-репутації «Дарин» Російської Академії бізнесу і підприємництва (в 2005 р.)
- Почесний громадянин Воронезької області (з 2014 року)